# 栗原麻樹
栗原 麻樹（くりはら まき、1988年12月20日 -）は、日本のピアニスト。スタインウェイ・エデュケーショナル・パートナー。

## ディスコグラフィ

### アルバム
- Couleur～SHIKISAI～ （2018年2月1日）[1]
- 愛の小径～Les chemins de l’amour～ （2018年6月30日）[1]

### インタビュー記事
- YAMAHA アーティストの「今」を知る。Pianist Lounge（2018年6月11日）[2]
- YAMAHA アーティストの「今」を知る。Pianist Lounge（2019年10月18日）[3]

## 受賞歴
- モストプロミッシングアーティスト賞（浜松国際ピアノアカデミーコンクール）
- 大阪国際音楽コンクール 第2位
- フランス アルカッション国際ピアノコンクール 第1位
- フランス マイエンヌ国際ピアノコンクール 第1位 など